# Nationaal Park Boezoeloekski Bor
Nationaal Park Boezoeloekski Bor (Russisch: Национальный парк Бузулукский Бор) is gelegen in de oblasten Orenburg en Samara in het zuidoosten van het Russisch Laagland. De oprichting tot nationaal park vond plaats op 29 december 2007 per decreet van de regering van de Russische Federatie. Het nationaal park heeft een oppervlakte van 1.067,88 km².

## Kenmerken
Boezoeloekski Bor vormt een groot bosoppervlak in de steppen van deze regio. Het grootste deel van het nationaal park ligt tussen 70 en 160 meter boven zeeniveau. Prominente hoogteverschillen zijn te vinden langs de rivier Borovka, waarvan de linkeroever een hoogte heeft van 16 tot 18 meter. Een andere belangrijke rivier is de Samara, die ter hoogte van de zuidgrens van het nationaal park stroomt. Aan de benedenloop van de Borovka, waar deze uitmondt in de Samara, overstroomt het rivierdal in het voorjaar.
Op het eerste rivierduin boven de uiterwaarden bestaat de bodem uit rivierklei en mergel. Vanaf het tweede rivierduin worden meestal zandgronden aangetroffen. Deze omstandigheden zorgen ervoor dat het gebied voor meer dan twee derde wordt bedekt door dennenbossen.

## Fauna
Dieren die een belangrijke rol spelen in het ecosysteem van Boezoeloekski Bor zijn onder meer de wolf (Canis lupus), wild zwijn (Sus scrofa), eland (Alces alces) en de bever (Castor fiber). Daarnaast leven er ook soorten als boommarter (Martes martes), Aziatische das (Meles leucurus) en vos (Vulpes vulpes).
Onder de 180 vastgestelde vogelsoorten bevinden zich bijvoorbeeld het auerhoen (Tetrao urogallus), korhoen (Lyrurus tetrix), roodhalsfuut (Podiceps grisegena), zwarte wouw (Milvus migrans) en de draaihals (Jynx torquilla). Op de oeverwanden van de Samara broeden ook bijeneters (Merops apiaster) en oeverzwaluwen (Riparia riparia).